# Ферма «Мадбаунд»
«Ферма „Мадбаунд“» (англ. Mudbound) — американская историческая драма режиссёра Ди Рис, основанная на романе Хиллари Джордан «Мадбаунд». Премьера фильма состоялась на Кинофестивале Сандэнс 21 января 2017 года. В кинотеатрах был выпущен в ограниченный прокат 17 ноября 2017 года.

## Сюжет
Фильм рассказывает о семье, которая в 1946 году из Мемфиса переезжает на хлопковую ферму, удалённую в сельской местности в дельте Миссисипи, и пытается справиться с многочисленными проблемами, включая расизм и возвращение родственника по окончании Второй мировой войны, который болезненно адаптируется к жизни дома.

## В ролях
- Кэри Маллиган — Лора Макаллан[4]
- Гаррет Хедлунд — Джейми Макаллан[4]
- Джейсон Кларк — Генри Макаллан[4]
- Джейсон Митчелл — Ронсел Джексон[4]
- Мэри Джей Блайдж — Флоренс Джексон[5]
- Джонатан Бэнкс — Паппи Макаллан[6]
- Роб Морган — Хэп Джексон[6]
- Келвин Харрисон младший — Викс
- Клаудио Лэниадо — доктор Перлман
- Кеннеди Деросин — Лили Мэй Джексон

## Критика
Фильм получил признание кинокритиков. На сайте Rotten Tomatoes фильм имеет рейтинг 97% на основе 197 рецензий со средним баллом 8,4 из 10. На сайте Metacritic фильм имеет оценку 85 из 100 на основе 43 рецензий критиков, что соответствует статусу «всеобщее признание».

## Награды и номинации
| Награды и номинации                   | Награды и номинации | Награды и номинации                                | Награды и номинации | Награды и номинации | Награды и номинации |
| Награда                               | Год                 | Категория                                          | Номинант | Результат           | Прим.               |
| ------------------------------------- | ------------------- | -------------------------------------------------- | --- | ------------------- | ------------------- |
| Gotham Independent Film Awards        | 2017                | Актёрский прорыв                                   | Мэри Джей Блайдж | Номинация           | [ 9 ]               |
| Gotham Independent Film Awards        | 2017                | Специальная премия жюри: Работа актёрского состава | Актёрский состав «Ферма „Мадбаунд“» | Победа              | [ 9 ]               |
| Голливудский кинофестиваль            | 2017                | Премия «Прорыв голливудского актёрского состава»   | Актёрский состав «Ферма „Мадбаунд“» | Победа              | [ 10 ] [ 11 ]       |
| Голливудский кинофестиваль            | 2017                | Премия «Прорыв голливудской актрисы»               | Мэри Джей Блайдж | Победа              | [ 10 ] [ 11 ]       |
| IndieWire Honors                      | 2017                | Лучший прорыв                                      | Мэри Джей Блайдж | Победа              | [ 12 ]              |
| Hollywood Music in Media Awards       | 2017                | Original Score — Будущий фильм                     | Тамар-Кали | Номинация           | [ 13 ]              |
| Hollywood Music in Media Awards       | 2017                | Оригинальная песня — Будущий фильм                 | «Mighty River» | Номинация           | [ 13 ]              |
| Независимый дух                       | 2018                | Приз Роберта Олтмена                               | режиссёр: Ди Рис, кастинг-директора́: Билли Хопкинс, Эшли Инграм, актёрский состав: Джонатан Бэнкс, Мэри Джей Блайдж, Джейсон Кларк, Гаррет Хедлунд, Джейсон Митчелл, Роб Морган, Кэри Маллиган | Победа              | [ 14 ]              |
| New York Film Critics Circle          | 2018                | Лучший оператор                                    | Рэйчел Моррисон | Победа              | [ 15 ]              |
| Ассоциация кинокритиков Лос-Анджелеса | 2018                | Лучшая актриса второго плана                       | Мэри Джей Блайдж | 2-е место           | [ 16 ]              |
| Премия «Спутник»                      | 2018                | Лучший фильм                                       | «Ферма „Мадбаунд“» | Номинация           |                     |
| Премия «Спутник»                      | 2018                | Лучший режиссёр                                    | Ди Рис | Номинация           |                     |
| Премия «Спутник»                      | 2018                | Лучшая актриса второго плана                       | Мэри Джей Блайдж | Номинация           |                     |
| Премия «Спутник»                      | 2018                | Лучший актёрский состав в кинофильме               | Актёрский состав «Ферма „Мадбаунд“» | Победа              |                     |
| Премия Гильдии сценаристов США        | 2018                | Лучший адаптированный сценарий                     | Ди Рис, Вирджил Уильямс | Номинация           |                     |
| Премия «Золотой глобус»               | 2018                | Лучшая женская роль второго плана                  | Мэри Джей Блайдж | Номинация           |                     |
| Премия «Золотой глобус»               | 2018                | Лучшая оригинальная песня                          | «Mighty River», Рафаэль Саадик, Мэри Джей Блайдж | Номинация           |                     |
| Премия Гильдии киноактёров США        | 2018                | Лучшая женская роль второго плана                  | Мэри Джей Блайдж | Номинация           |                     |
| Премия Гильдии киноактёров США        | 2018                | Лучший актёрский ансамбль                          | Актёрский состав «Ферма „Мадбаунд“» | Номинация           |                     |
| Премия «Оскар»                        | 2018                | Лучший адаптированный сценарий                     | Ди Рис, Вирджил Уильямс | Номинация           |                     |
| Премия «Оскар»                        | 2018                | Лучшая операторская работа                         | Рэйчел Моррисон | Номинация           |                     |
| Премия «Оскар»                        | 2018                | Лучшая женская роль второго плана                  | Мэри Джей Блайдж | Номинация           |                     |
| Премия «Оскар»                        | 2018                | Лучшая оригинальная песня                          | «Mighty River», Рафаэль Саадик, Мэри Джей Блайдж, Тора Стинсон | Номинация           |                     |